# Pringy (Sena e Marne)
Pringy é uma comuna francesa localizada na região administrativa da Île-de-France, no departamento Sena e Marne. A comuna possui 2253 habitantes segundo o censo de 1990.
Seus habitantes são chamados Pringiaciens.